# Kotjärnen (Glava socken, Värmland)
Kotjärnen är en sjö i Arvika kommun i Värmland och ingår i Göta älvs huvudavrinningsområde. Sjöns area är 0,012 kvadratkilometer och den är belägen 210 meter över havet.